# Luigi Pezzuto
Luigi Pezzuto (né le 30 avril 1946) est un prélat italien de l'Église catholique qui a travaillé au service diplomatique du Saint-Siège. Il termine sa carrière en tant que nonce apostolique en Bosnie-Herzégovine (en) et au Monténégro (en) du 17 novembre 2012 au 31 août 2021. Il est nommé archevêque en 1997 et dirige les missions diplomatiques dans plusieurs pays d'Afrique et d'Amérique latine entre 1997 et 2012.

## Biographie
Il est né à Squinzano, en Italie. Il est ordonné prêtre le 25 septembre 1971.

## Carrière diplomatique
Le 1er avril 1978, Luigi Pezzuto entre au service diplomatique du Saint-Siège. Il travaille dans les nonciatures apostoliques au Ghana (en), au Paraguay (en), en Papouasie-Nouvelle-Guinée (en), au Brésil (en), au Sénégal, au Rwanda et au Portugal (en). Luigi Pezzuto devient chargé d'affaires dans les nonciatures apostoliques au Congo et au Gabon (en) le 18 octobre 1995. Le pape Jean-Paul II le nomme archevêque titulaire de Turris-en-Proconsulaire (de) et nonce apostolique au Congo et au Gabon (en) le 7 décembre 1996. Il reçoit la consécration épiscopale le 6 janvier 1997.
Il est nommé nonce en Tanzanie (en) le 22 mai 1999.
Le 2 avril 2005, Jean-Paul le nomme nonce au Salvador.
Le 7 mai, il est nommé nonce au Belize (en) par le pape Benoît XVI.
Le même pape le nomme nonce en Bosnie-Herzégovine (en) et au Monténégro (en) le 17 novembre 2012.
Il est également nommé nonce apostolique à Monaco (en) le 16 janvier 2016 Son mandat de nonce y prend fin avec la nomination de son successeur, Antonio Arcari, le 25 mai 2019.
Le pape François accepte sa démission de ses autres fonctions le 31 août 2021.

## Succession apostolique
Luigi Pezzuto a ordonné les évêques suivants :
- Évêque Fabio Reynaldo Colindres Abarca (es) (2008)
- Évêque José Elías Rauda Gutiérrez (en), O.F.M. (2008)
- Évêque Christopher Glancy (en), C.S.V. (2012)
- Évêque Constantino Barrera Morales (de) (2012)